# Transparente Wärmedämmung
Transparente Wärmedämmung oder kurz TWD bezeichnet Materialien, die eine gute Wärmedämmung mit einer hohen Lichtdurchlässigkeit verbinden.
Dies können Waben- bzw. Kapillarstrukturen, Hohlkammerstrukturen oder Aerogele (ein lichtdurchlässiges Granulat) sein. Alle Materialien streuen mehr oder weniger das einfallende Licht, genau genommen müsste man diese Materialien daher als „transluzente Wärmedämmung“ bezeichnen. Im allgemeinen Sprachgebrauch hat sich aber der Begriff „transparente Wärmedämmung“ durchgesetzt, da er die hohe Lichtdurchlässigkeit der TWD-Materialien verdeutlicht.
Eingesetzt wird transparente Wärmedämmung vor allem an von der Sonne beschienenen Außenwänden (genannt Solarwand), ist aber selbst an der Nordseite ertragreich. Eine dunklere Schicht in der Wand, die sich hinter der Wärmedämmung befindet, nimmt die Wärme der Sonnenstrahlung auf und gibt sie, da sich nach außen eine Isolierschicht befindet, in den Innenraum ab. Die transparente Wärmedämmung gehört damit zu den passiven Nutzungsformen der Solarthermie.